# 地理学 (プトレマイオス)
『地理学』（ちりがく、古代ギリシア語: Γεωγραφικὴ Ὑφήγησις ゲオーグラピケー・ヒュペーゲーシス）は、クラウディオス・プトレマイオスの著書で、当時知られていた地点の緯度と経度を記した書物。全8巻。

## 構成と内容
『地理学』の各巻は次のようになっている。
1. 総論
2. ヨーロッパ西部
3. ヨーロッパ東部
4. リビア（アフリカ）
5. 大アジア第1
6. 大アジア第2（アッシリア、メディナ、ペルシア、パルティア、バクトリア、ソグディアナ、サカイ、セリカ）
7. 大アジア最遠方（インド、シナイ、タプロバネ）
8. 要約

第1巻でプトレマイオスはまず地理学(γεωγραφία)と地誌学(χολογραφία)の区別を述べる。この区別はエラトステネスがはじめて用いたとされ、前者は地球（世界）を誌す学、後者は地域を誌す学であるが、プトレマイオスは人間の住む世界（オイクーメネー）全体の自然や位置を図表に描くことが地理学であるという独自の定義を述べる。したがって本書は地理学というよりは「世界地図学」とでも呼ぶべき内容になっている。
ついでプトレマイオスの先達としてテュロスのマリノスが資料を集成したとするが、マリノスの調査結果を批判し、多くの修正を必要とすると述べている。
大地が球であると仮定するが、このことについて説明はない（『アルマゲスト』では冒頭に大地が球であることの証明がある）。地球を平面である地図に投影する方法としては、マリノスが採用した正距円筒図法を批判し、北緯36度で地球に接する円錐を展開した純円錐図法と、経線が円弧を描く擬円錐図法を提案している。
第2巻から第7巻まではヨーロッパからはじめて約8100の地点の経度と緯度を列挙している。当時の技術で緯度はある程度正確にわかったが、経度を直接測定するのは不可能だったため、行程から推測しており、地中海沿岸では比較的正確だが、辺境に向かうにつれて不正確になる。地球の円周の長さとしてはマリノスに従ってポセイドニオスによる18万スタディオン（1スタディオンを180mとすると32,400km）とする説を採用したが、これは実際の値に比べて過少であり、その一方で各地点の間の経度差は過大であった。各地点について北から南、西から東という原則で述べ、ヨーロッパ西北端のイウェルニア島（アイルランド）から記述をはじめる。
アフリカについてはアギシュムバ（不明、チャド湖あたりかという）より南は未知の世界(ἄγνωστος γῆ)とされた。
第7巻ではインド以東について記す。インド西岸までは比較的よく知られていたが、それより東は不確実であり、タプロバネ（セイロン島）は実際の14倍もの大きさと考えられていた。インドはガンジスの西側を内、東側を外とする。ベンガル湾の東岸には「金の国・銀の国」（ビルマ）、「黄金半島」（マレー半島）、その東に「大湾」（タイランド湾・南シナ海）、さらに東にティナイを首都とする「シナイ人の国」があるとする。巻6に出てくるセレス人の国（セリカ、首都はセラ）も、このシナイもともに中国を指すらしいが、2つに分かれたのは陸路を行った者がセリカと名づけ、海路を行ったものはシナイと呼んだという説がある。プトレマイオスはインド洋を巨大な内陸海と考え、東アフリカのプラソン岬（不明、当時知られていたアフリカ東岸の最南端の地）と、シナイ人の港であるカッティガラの西が未知の世界によって陸つづきになっているとしている。
第8巻は地図の分割のしかたと各図について説明している。

## 伝承
『地理学』のギリシア語の古写本は50種類以上存在するが、13世紀末より古い時代のものは存在せず、またプトレマイオスの原文とはかなり異なっていると考えられる。
『地理学』は中世の西ヨーロッパでは忘れられた書物だったが、ヤコポ・アンジェロ (Jacopo d'Angelo) によって1406年にラテン語に翻訳され、『宇宙誌』(Cosmographia)の題で対立教皇アレクサンデル5世に献呈された。ヨーロッパで活版印刷が行われるようになると、1475年にヴィチェンツァ本が印刷されたのをはじめとして15世紀中に7種、16世紀には30種類の版本を数える。ギリシア語の原文はエラスムスによって1533年に出版された。プトレマイオスの本が伝えられるまで西洋では緯度と経度を使って地図を描く技法は失われており、『地理学』は巨大な反響を及ぼした。コロンブスは1478年にローマで出版された地図つきの版を所有していた。

## 地図
プトレマイオス自身が地図を描いたかどうかは明らかでないが、『地理学』には早くから地図が附属していた。13世紀のビザンティンの地図には27枚からなるものと64枚からなるものの2つの系統があり、後者は前者を細分したものかという。27枚のものは世界図1枚と地域図26枚からなり、地域図の内訳はヨーロッパが10枚、アフリカが4枚、アジアが12枚である。世界図はヒッパルコスに従って赤道から極までの緯度を90度とし、経度は360度に等分した経線・緯線の網によって描かれている。